# Ren yu chuan shuo
Ren yu chuan shuo (人魚傳說S), noto anche con il titolo internazionale Mermaid Got Married, è un film del 1994  diretto da Norman Law.
La pellicola, sceneggiata da Joey Cheung, è liberamente ispirata alla commedia del 1984 Splash - Una sirena a Manhattan.

## Trama
Siu-may è una sirena che, dopo aver salvato dall'annegamento il giovane insegnante Chi, se ne innamora, e fa di tutto per passare più tempo possibile con lui (pur non potendogli rivelare il suo segreto); dopo varie peripezie, Chi ha infine modo di dichiararsi, sotto lo sguardo compiaciuto di alcuni studenti che avevano nel frattempo stretto amicizia con Siu-may.

## Distribuzione
Ad Hong Kong la pellicola è stata distribuita a livello nazionale dalla Mei Ah Entertainment, a partire dal 10 novembre 1994.